# Амальрик, Матьё
Матьё Амальри́к (фр. Mathieu Amalric; род. 25 октября 1965, Нёйи-сюр-Сен, Франция) — французский актёр, кинорежиссёр и сценарист.  
Наиболее известен по ролям в фильмах: «Квант милосердия», «Враг государства № 1: Легенда», «Мюнхен», «Скафандр и бабочка», Отель «Гранд Будапешт», «Венера в мехах», «Кислород» и «Французский вестник». 
Дважды лауреат премии «Сезар» за лучшую мужскую роль (2004 и 2007). Призёр Каннского кинофестиваля за постановку картины «Турне».

## Биография
Матьё Амальрик родился 25 октября 1965 года во французском пригороде Парижа Нёйи-сюр-Сен. Его отец Жак Амальрик работал редактором в газете Libération, a мать Николь Занд литературным критиком в газете Le Monde. Мать Матьё — еврейка, бежавшая с родителями во Францию из Польши накануне Второй мировой войны.
Отец Матьё работал иностранным корреспондентом за рубежом, из-за чего с 1970 по 1973 год Матьё жил в Вашингтоне, а с 1973 по 1977 год — в Москве. Сам Матьё на пресс-конференции, состоявшейся в Москве 26 октября 2010 года, о времени, проведённом в СССР, рассказал следующее:

Мама чаще водила меня в театр, чем в кино. Правда, помню, мы были на каких-то съёмках, ездили на «Мосфильм». Человек, который зародил во мне желание заниматься кино, — Отар Иоселиани. Конечно, он не русский, но все же мои родители познакомились с ним, когда жили здесь. В своих фильмах он снимал не актёров, а друзей и знакомых, и, когда мне было 17 лет, он попросил меня сыграть в «Фаворитах луны» — первой картине, которую он делал во Франции.

В юном возрасте интересовался литературой и восточными языками. После своей первой роли в «Фаворитах луны» Матьё решил поступить в киношколу IDHEC. Приемной комиссии он предъявил свою короткометражку, снятую на восьмимиллиметровую плёнку, но потерпел неудачу. Однако, мысли заняться режиссурой не оставил. Случайно ему удалось устроиться на работу в качестве повара в кинокомпанию португальского кинопродюсера Паулу Бранку — Gemini Films. Вскоре он начал работать ассистентом у разных режиссёров, и сниматься в эпизодических ролях.

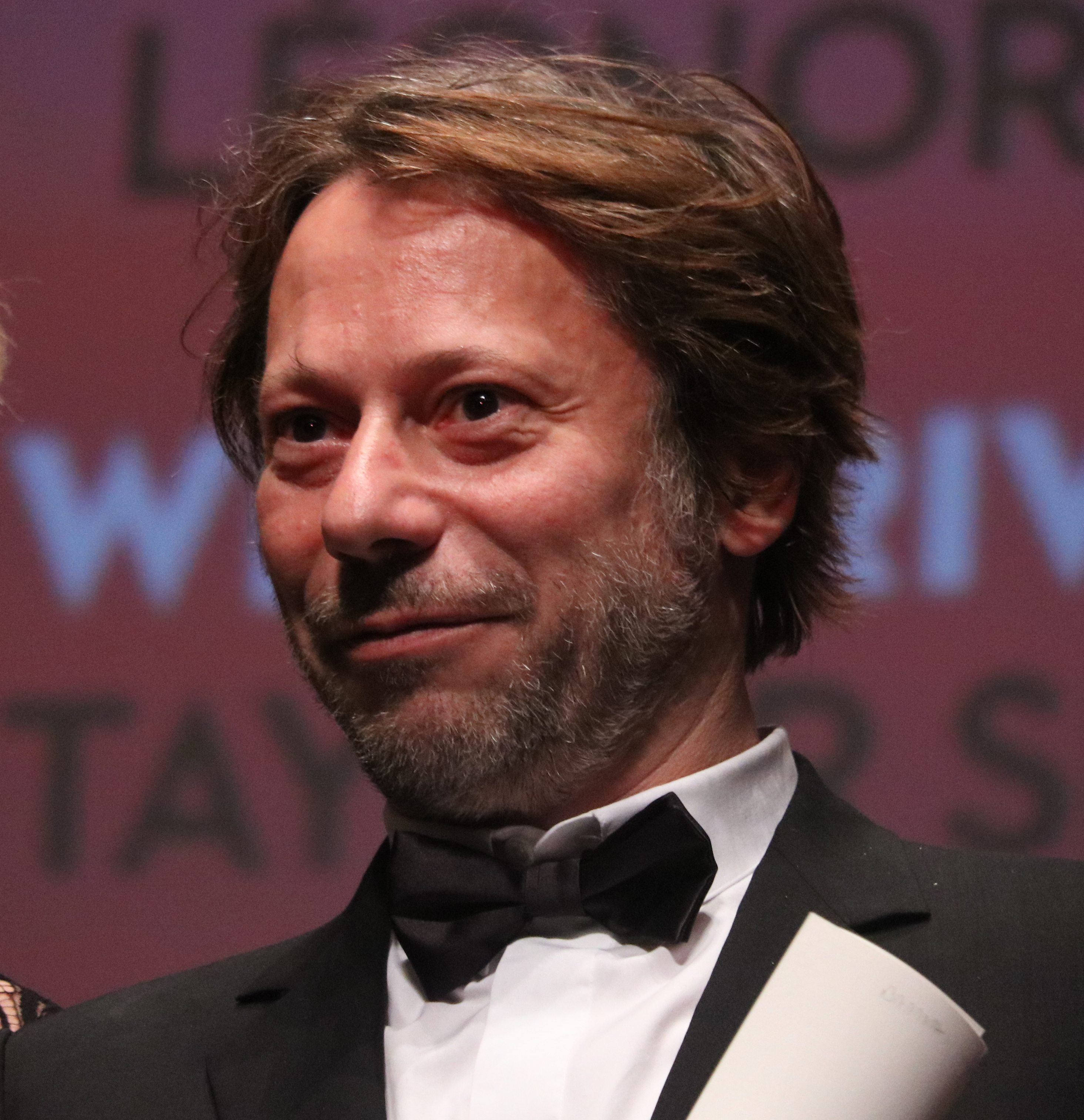
2017 год

В начале 1990-х годов Матьё снял несколько короткометражных лент, которые, однако, не принесли ему известность. Тогда же он познакомился с режиссёром Арно Деплешеном. В 1995 году он получил свою первую крупную роль в фильме «Часовой». Спустя два года Амальрик получил премию «Сезар» за роль в фильме «Как я обсуждал… (мою сексуальную жизнь)», в категории «Лучший мужской дебют». В том же году Амальрик снял свой первый полнометражный фильм «Ешь свой суп». Далее в его карьере последовала череда малоизвестных фильмов. В 2001 году он снял фильм «Уимблдон», главная роль в котором досталась его тогдашней жене, актрисе Жанне Балибар.
Международная карьера Амальрика началась в 2005 году с небольшой роли в фильме Стивена Спилберга «Мюнхен». В 2008 году он получил вторую премию «Сезар» за фильм Джулиана Шнабеля «Скафандр и бабочка». В этом фильме Амальрик сыграл роль писателя, полностью парализованного после инсульта. Вслед за этим он сыграл свою самую крупную зарубежную роль — роль главного злодея Доминика Грина в фильме о Джеймс Бонде «Квант милосердия».
В 2010 году вышел фильм Амальрика «Турне», за который он получил в Каннах приз за лучшую режиссуру. В 2012 году он сыграл роль в фильме «Джимми Пикар» и получил за свою игру номинацию на премию Канского фестиваля. В 2013 году Амальрик снялся у Романа Полански в фильме «Венера в мехах», где в последний момент заменил исполнителя главной роли Луи Гарреля.
В 2018 году на Каннском фестивале состоялась премьера комедии «Непотопляемые» режиссёра Жиля Леллуша. Матьё сыграл в фильме одну из главных ролей. Другие роли в фильме исполнили такие актёры, как Гийом Кане, Бенуа Пульворд, Жан-Юг Англад, Виржини Эфира, Лейла Бехти и Марина Фоис.
Амальрик преподаёт во Французской национальной киношколе (La Femis).

### Личная жизнь
Состоял в браке с Жанной Балибар (развёлся в начале 2000-х годов). Двое детей: Пьер и Антуан. С 2015 года состоит в отношениях с канадской оперной певицей Барбарой Ханниган.

## Фильмография

### Актёр (без короткометражных)
| Год  |   | Русское название                          | Оригинальное название                          | Роль                        |
| ---- | - | ----------------------------------------- | ---------------------------------------------- | --------------------------- |
| 1984 | ф | Фавориты луны                             | Les favoris de la lune                         | Жюльен                      |
| 1992 | ф | Часовой                                   | La sentinelle                                  |                             |
| 1992 | ф | Охота на бабочек                          | La chasse aux papillons                        |                             |
| 1994 | ф | Письмо для Л.                             | Lettre pour L.                                 |                             |
| 1996 | ф | Дневник соблазнителя                      | Le journal du seducteur                        | Sebastien                   |
| 1996 | ф | Как я обсуждал... (мою сексуальную жизнь) | Comment je me suis disput?...(ma vie sexuelle) | Paul Dedalus                |
| 1997 | ф | Генеалогия преступления                   | Genealogies d'un crime                         | Paul Dedalus                |
| 1998 | ф | У нас мало друзей                         | On a tres peu d'amis                           | Ivan                        |
| 1998 | ф | Только Бог меня видит                     | Dieu seul me voit                              | Atchoum                     |
| 1998 | ф | Алиса и Мартен                            | Alice et Martin                                | Benjamin Sauvagnac          |
| 1998 | ф | Конец августа, начало сентября            | Fin aoet, debut septembre                      | Gabriel                     |
| 1999 | ф | Истина в вине                             | Adieu, plancher des vaches                     | Пьяница в баре              |
| 2004 | ф | Мост Искусств                             | Le pont des arts                               | Зритель в театре но         |
| 2004 | ф | Короли и королева                         | Rois et reine                                  | Ismael Vuillard             |
| 2005 | ф | Усы                                       | La Moustache                                   | Serge Schaeffe              |
| 2005 | ф | Мюнхен                                    | Munich                                         | Луи                         |
| 2006 | ф | Мария-Антуанетта                          | Marie-Antoinette                               | Человек в шаре              |
| 2006 | ф | Когда я был певцом                        | Quand j'etais chanteur                         | Bruno                       |
| 2006 | ф | Большая квартира                          | Le Grand Appartement                           | Martin                      |
| 2007 | ф | Мишу из Д’Обера                           | Michou d'Auber                                 | Jacques                     |
| 2007 | ф | Кадровый вопрос                           | La Question humaine                            | Simon                       |
| 2007 | ф | Скафандр и бабочка                        | Le Scaphandre et le papillon                   | Жан-Доминик Боби            |
| 2007 | ф | Сон предыдущей ночи                       | Actrices                                       | Denis                       |
| 2007 | ф | История Ришара О.                         | L’Histoire de Richard O.                       | Richard O.                  |
| 2008 | ф | Семейная тайна                            | Un secret                                      | François Grimbert à 37 ans  |
| 2008 | ф | Рождественская сказка                     | Un conte de Noël                               | Henri their middle child    |
| 2008 | ф | На войне                                  | De la guerre                                   | Bertrand                    |
| 2008 | ф | Квант милосердия                          | Quantum of Solace                              | Dominic Greene              |
| 2008 | ф | Враг государства № 1: Легенда             | L’Ennemi public n° 1                           | François Besse              |
| 2009 | ф | Лицо                                      | Visage                                         | человек в кустарнике        |
| 2009 | ф | Однажды в Версале                         | Bancs publics (Versailles rive droite)         | отец с коляской             |
| 2009 | ф | Последний романтик планеты Земля          | Les derniers jours du monde                    | Robinson                    |
| 2009 | ф | Сорняки                                   | Les Herbes folles                              | Bernard de Bordeaux         |
| 2010 | ф | Необычайные приключения Адель             | Les aventures extraordinaires Adele Blanc-Sec  | Дьелеве                     |
| 2010 | ф | Турне                                     | Tournée                                        | Joachim Zand                |
| 2011 | ф | Цыпленок с черносливом                    | Poulet aux prunes                              | Нассер Али-Кхан             |
| 2012 | ф | Вы еще ничего не видели                   | Vous n'avez encore rien vu                     | Mathieu Amalric / M. Henri  |
| 2012 | ф | Двойная жизнь Камиллы                     | Camille redouble                               | Le prof de français sadique |
| 2012 | ф | Космополис                                | Cosmopolis                                     | Андре Петреску              |
| 2012 | ф | Выгребные ямы                             | Les gouffres                                   | Georges                     |
| 2012 | ф | Линии Веллингтона                         | Linhas de Wellington                           | Barão Marbot                |
| 2013 | ф | Джимми Пикар                              | Jimmy P.                                       | Жорж Деверё                 |
| 2013 | ф | Венера в мехах                            | La Vénus à la fourrure                         | Thomas                      |
| 2014 | ф | Отель «Гранд Будапешт»                    | The Grand Budapest Hotel                       | Серж                        |
| 2015 | ф | Зимняя песня                              | Chant d'hiver                                  | камео                       |
| 2017 | ф | Призраки Исмаэля                          | Les fantômes d'Ismaël                          | Исмаэль Виллар              |
| 2017 | ф | Барбара                                   | Barbara                                        | Ив Занд                     |
| 2018 | ф | Непотопляемые                             | Le Grand Bain                                  | Bertrand                    |
| 2018 | ф | Ван Гог. На пороге вечности               | At Eternity's Gate                             | доктор Поль Гаше            |
| 2019 | ф | Французский вестник                       | The French Dispatch                            |                             |
| 2021 | ф | Кислород                                  | Oxygen                                         | М.И.Л.О. (голос)            |
| 2025 | ф | Частная жизнь                             | Vie privée                                     | Симон Коэн-Солаль           |

### Режиссёр
- 1990 — «Sans rires» / Sans rires (короткометражка)
- 1993 — «Les yeux au plafond» / Les yeux au plafond (короткометражка, сценарист)
- 1997 — «Ешь свой суп[фр.]» / Mange ta soupe (сценарист)
- 2001 — «Стадион Уимблдон» / Le stade de Wimbledon (сценарист)
- 2003 — «Государство» / La chose publique (ТВ, сценарист)
- 2004 — «14,58 euro» / 14,58 euro (короткометражка)
- 2007 — «Laissez-les grandir ici!» / Laissez-les grandir ici! (короткометражка)
- 2007 — «Deux cages sans oiseaux» / Deux cages sans oiseaux (короткометражка)
- 2010 — «Турне» / Tournée (сценарист)
- 2010 — «Комическая иллюзия» / L’illusion comique (ТВ)
- 2012 — «Hopper Stories» / Hopper Stories (короткометражка, сценарист)
- 2014 — «La Chambre bleue»
- 2017 — «Барбара» / Barbara (режиссёр)
- 2021 — «Обними меня крепче» / Serre moi fort (сценарист)

## Награды
- Кинопремия «Сезар»
  - 1997 — Самый многообещающий актёр — «Как я обсуждал… (мою сексуальную жизнь)»
- Кинопремия «Сезар»
  - 2005 — Лучший актёр — «Короли и королева»
- Премия Lumiere Award[англ.]
  - 2005 — Лучшая мужская роль — «Короли и королева»
- Национальное общество кинокритиков
  - 2005 — Лучшая мужская роль второго плана — «Мюнхен»
- Премия Lumiere Award[англ.]
  - 2008 — Лучшая мужская роль — «Скафандр и бабочка»
- Кинопремия «Сезар»
  - 2008 — Лучший актёр — «Скафандр и бабочка»
- Каннский кинофестиваль
  - 2010 — Лучший режиссёр — «Турне»